# Consorzio Acquedottistico Marsicano
Il Consorzio Acquedottistico Marsicano (CAM) è il gestore del servizio idrico integrato per diversi comuni della provincia dell'Aquila che fanno parte dell'ERSI Abruzzo.

## Descrizione
Il CAM nasce il 16 novembre 1994 come gestore unico del servizio idrico integrato a seguito della trasformazione del Consorzio Comprensoriale della Marsica.
Si occupa di gestire i servizi di acquedotto, fognatura e depurazione per 33 dei 35 comuni ricadenti nel territorio del sub-ambito gestionale dell'ERSI Abruzzo corrispondente a quello del previgente ATO 2 Marsicano, a eccezione dei comuni di Canistro e Civitella Roveto.
La sede del consorzio è situata in località Caruscino, nel comune di Avezzano (AQ).
Nel 2024 sono stati aperti uffici periferici nei comuni marsicani di Carsoli, Celano, Morino, Pescina, Tagliacozzo e Trasacco.

## Attività
Il CAM eroga i propri servizi a 84.495 utenze localizzate su un territorio di 1703 km². 
L'infrastruttura è composta da 16 stazioni sollevamento di liquami, 776 km di lunghezza di rete fognaria, 196 serbatoi e 2.056 km di rete adduttiva per un prelievo annuo di 56.578.957 litri di acqua.